# Kondensator impulsowy
Kondensator impulsowy - kondensator stosowany w obwodach do wytwarzania impulsów napięciowych lub prądowych, m.in. do udarowego magnesowania stali, w technice laserowej, w generatorach elektrohydrodynamicznych EHD, do udarowego tłoczenia blach, w generatorach probierczych napięć i prądów udarowych, w urządzeniach kontrolowanej reakcji termojądrowej, a także w fotograficznych lampach błyskowych. 
Charakterystyczną wielkością kondensatora impulsowego jest energia gromadzona dlatego stawiane są im podstawowe wymagania: duża pojemność C, mała indukcyjność i odpowiednio wysokie napięcie robocze U. Kondensatory impulsowe budowane są na napięcia do 100 kV. Indukcyjność kondensatora nie przekracza zwykle 10 nH, a jego energia znamionowa wynosi do 25 kJ. Wykonuje się je z dielektryka o dużej przenikalności elektrycznej i wysokiej wytrzymałości na przebicie.
Powszechnie stosowany jest papier o zwiększonej gęstości nasycony olejem mineralnym. Dobre wyniki daje nasycenie olejem rycynowym. Stosuje się też powszechnie folie poliestrowe PET lub polipropylenowe PP. 
Wielkością umożliwiającą porównywanie konstrukcji kondensatorów impulsowych jest iloczyn ich trwałości (wyrażonej liczbą impulsów) oraz względnej przenikalności elektrycznej. Wielkość ta przekracza 10⁵ przy gęstości energii dochodzącej do 450 kJ/kg. 